# Nederlanders in het Poolse voetbal
Nederlanders in het Poolse voetbal geeft een overzicht van Nederlanders die een contract hebben (gehad) bij Poolse voetbalclubs uit de hoogste drie divisies.

## Voetballers
| Naam                | Club          | Van  | Tot  | Opmerkingen |
| ------------------- | ------------- | ---- | ---- | ----------- |
| Koen van der Biezen | Cracovia      | 2011 | 2012 |             |
| Marciano Bruma      | Arka Gdynia   | 2010 | 2011 |             |
| Marciano Bruma      | Lech Poznań   | 2011 | 2012 |             |
| Hesdey Suart        | Cracovia      | 2010 | 2012 |             |
| Fred Benson         | Lechia Gdańsk | 2011 | 2012 |             |
| Johan Voskamp       | Śląsk Wrocław | 2011 | 2013 |             |
| Kew Jaliens         | Wisła Kraków  | 2011 | 2013 |             |
| Michael Lamey       | Wisła Kraków  | 2011 | 2012 |             |
| Joël Tshibamba      | Arka Gdynia   | 2010 | 2010 |             |
| Joël Tshibamba      | Lech Poznań   | 2010 | 2010 |             |

## Overige functies
| Naam            | Club          | Van  | Tot  | Opmerkingen         |
| --------------- | ------------- | ---- | ---- | ------------------- |
| Robert Maaskant | Wisła Kraków  | 2010 | 2011 | hoofdtrainer        |
| Rob Delahaye    | Odra Opole    | 2008 | 2008 | hoofdtrainer        |
| Ricardo Moniz   | Lechia Gdańsk | 2014 | 2014 | hoofdtrainer        |
| Stan Valckx     | Wisła Kraków  | 2010 | 2012 | Technisch directeur |
| Guido Vreuls    | Odra Opole    | ?    | 2008 | Voorzitter          |
| Frank van Gool  | Odra Opole    | ?    | ?    | Eigenaar            |

Voetbalbonden ·
Albanië ·
Angola ·
Armenië ·
Australië ·
Azerbeidzjan ·
Bahrein ·
België ·
Bhutan ·
Bulgarije ·
Canada ·
China ·
Congo-Kinshasa · 
Cyprus ·
Denemarken ·
Duitsland ·
Egypte ·
Engeland ·
Estland ·
Ethiopië ·
Faeröer ·
Filipijnen ·
Finland ·
Frankrijk ·
Georgië ·
Ghana ·
Griekenland ·
Hongarije ·
Hongkong ·
Ierland ·
IJsland ·
Indonesië ·
Iran ·
Israël ·
Italië ·
Japan ·
Kazachstan ·
Koeweit ·
Litouwen ·
 Luxemburg ·
Maleisië ·
Malta ·
Marokko ·
Mexico ·
Namibië ·
Nieuw-Zeeland ·
Noorwegen ·
Oekraïne ·
Oezbekistan ·
Oostenrijk ·
Polen ·
Portugal ·
Qatar ·
Roemenië ·
Rusland ·
Rwanda ·
Saoedi-Arabië ·
Schotland ·
Singapore ·
Slovenië ·
Slowakije ·
Spanje ·
Tanzania ·
Turkije ·
Tuvalu ·
VAE ·
Venezuela ·
Verenigde Staten ·
Vietnam ·
Zimbabwe ·
Zuid-Afrika ·
Zuid-Korea ·
Zweden ·
Zwitserland